# Betty Clawman
Betty Clawman è una supereroina immaginaria e forza cosmica incorporea dell'Universo DC. Comparve per la prima volta in Millennium n. 2 (gennaio 1988), e fu creata da Steve Engelhart e Joe Staton.

## Biografia del personaggio
Betty Clawman era una giovane donna aborigena australiana selezionata dai Guardiani dell'Universo per prendere parte ad un esperimento sull'evoluzione umana. Al culmine della serie, Betty accettò il dono dei Guardiani ed entrò nel Tempo del Sogno, ottenendo vaste abilità non ben identificate. Insieme ad Harbinger, sette dei personaggi scelti formarono il gruppo di supereroi chiamato Nuovi Guardiani, e si presero la responsabilità di combattere il male ovunque vi fosse sulla Terra.
Da quando la serie The New Guardians terminò, Betty godette di una relativa oscurità. Comparve più recentemente in Wonder Woman n. 175 (2001), dove tutte le eroine dell'Universo DC furono raggruppate per combattere contro Circe. Il contributo di Betty alla battaglia rimane vago.

## Poteri
Fin dalla sua entrata nel Tempo del Sogni, le abilità di Betty rimangono vaste e non specifiche. Sembrò avere un certo grado di consapevolezza cosmica, come nell'impersonare la figura di Madre Terra, e aveva alcune abilità di influenzare i sogni. In un'occasione si "sincronizzò" con Tom Kalmaku e amplificò la sua, egualmente annebbiata, abilità di "far fuoriuscire il buono dalle persone" al fine di liberare il potenziale genetico di una razza di cloni umani schiavizzata.
Betty compare come una testa gigantesca. Non è chiaro se questa manifestazione è visibile a tutti.